# Дібрівний Дмитро Олександрович
Дмитро́ Олекса́ндрович Дібрі́вний (11 травня 1988 — 16 серпня 2014) — солдат Збройних сил України, учасник російсько-української війни.

## Життєпис
Народився 1988 року в місті Сміла (Черкаська область). Закінчив школу в місті Тальне. Брав активну участь у подіях Революції Гідності, 31-ша сотня, що знаходилася на вулиці Грушевського — звідти отримав псевдо «Груша». З Майдану пішов на війну одним з перших добровольців, стрілець, 24-й батальйон територіальної оборони «Айдар».
14 серпня 2014 року під Хрящуватим при виконанні бойового завдання від залпу «Граду» російських терористів загинули Олександр Колотвін, Дмитро Дібрівний, Іван Качур, старший лейтенант Пилип Слободенюк. На український підрозділ наступало 8 танків терористів, 2 з них було підбито, решта відійшли в сторону. Командир батальйону та заступник були поранені. Володимир Зюзь при відході основної групи лишився прикривати. Після того терористи здійснили залп із «Граду». В інших джерелах стверджується, що загинув 16 серпня.
Прощалися з Дмитром на Майдані. Похований у Смілі 18 серпня 2014-го.
Без брата лишилася сестра Людмила.

## Нагороди та вшанування
За особисту мужність і героїзм, виявлені у захисті державного суверенітету та територіальної цілісності України, вірність військовій присязі під час російсько-української війни, відзначений — нагороджений
- орденом «За мужність» III ступеня (посмертно)
- нагрудним знаком «За оборону Луганського аеропорту» (посмертно)
- в Тальнівській ЗОШ, котру закінчив Дмитро, відкрито меморіальну дошку його честі[1]
- Його портрет розміщений на меморіалі «Стіна пам'яті полеглих за Україну» у Києві: секція 2, ряд 7, місце 39.
- Вшановується 16 серпня на щоденному ранковому церемоніалі вшанування українських захисників, які загинули цього дня у різні роки внаслідок російської збройної агресії[2].
- в місті Сміла колишній провулок Котовського перейменований на Дмитра Дібрівного.[3]